# Club Unión Lima
El club Unión Lima fue un equipo de fútbol, proveniente del distrito de distrito de Lima, del departamento de Lima, del Perú. Se funda alrededor del año 1913. Unión Lima, se afilia a la Liga Peruana de Fútbol, en 1922. Años después, logra ascender a la División Intermedia (equivalente a la segunda categoría en esa época).

## Historia
Alrededor de 1913, nace en el Cercado de Lima,  el club Unión Lima.  En sus comienzos, practicó el fútbol en torneos o encuentros pactados con otros equipos limeños contemporáneos de la época. Tiempo después, el club se afilia a la Federación Sportiva Nacional (FSN), por pocos años. Para el año 1918, el club se afilia a los campeonatos de la Asociación Amateur de Footbal.
Luego en 1922, Unión Lima desiste en participar y se incorpora a la Liga Peruana de Fútbol. Empezando desde la Segunda División Provincial de Lima (equivalente a la tercera categoría de ese entonces). Para la temporada de 1925, el club logra ser promovido a la División Intermedia (equivalente a la segunda categoría). En la División Intermedia, enfrenta otros equipos importantes del momento como: Alianza Chorrillos, Association Alianza, Fraternal Barranco, Lawn Tennis, Jorge Chávez, Sport José Olaya , Unión Santa Catalina, entre otros.  
El Unión Lima, se mantuvo en la División Intermedia hasta 1928, año que pierde la categoría. El club destitió de participar en la Segunda División Provincial de Lima de 1929 (ahora era equivalente a la cuarta categoría, debido a la creación de la Primera B). Quedó desafiliado por un año. Finalmente para el año 1930, no volvió a afiliarse a la liga y se oficializó su desaparición.

## Datos del club
- Temporadas en División Intermedia: 3  (1926 al 1928).

## Enlace
- División Intermedia (Perú)